# Osteopenija
Osteopenija je pojav zmanjšanja kostne mase zaradi spremenjenega razmerja med izgubljeno in obnovljeno kostno maso.
Veliko zdravnikov meni, da je osteopenija predhodnica osteoporoze, čeprav vsi bolniki z osteopenijo ne dobijo osteoporoze, je pa nevarnost vseeno veliko večja. Merilo za kostno gostoto v medicini označujejo z veliko črko »T«. O osteopeniji govorimo, kadar je vrednost T med -1,0 in -2,5.
Osteopenija je pogost stranski učinek zdravljenja astme z kortikosteroidnimi zdravili, kot so Flixotide, Seretide, Alvesco in podobna. Nevarnost osteopenije pri astmatikih je tem večja, čim večji odmerek bolniki jemljejo in čim dlje bolnik zdravilo jemlje. Pri astmatikih z dolgotrajnim zdravljenjem je torej merjenje kostne gostote nujno potrebno. Poleg astmatikov so v nevarnosti ženske po končani menopavzi, ker pride pri njih do pomanjkanja estrogena. Tudi pomanjkanje gibanja lahko privede do osteopenije, kot tudi prekomerno uživanje alkohola in drog.